# Meijer (motorfiets)
Meijer is een historisch merk van motorfietsen.
Nederlandse fietsenfabriek die waarschijnlijk vanaf 1908 motorfietsen met een gevlochten rieten zadel produceerde. Als koppeling diende een rol waarmee de aandrijfriem werd opgespannen. 
Vanaf 1931 bood men motorfietsen aan onder verschillende merknamen, waarbij men de indruk wekte dat dit Nederlandse producten waren. Aanvankelijk heetten de machines None Better. Dit waren echter Wolf- en Sun-motorfietsen die van andere tanktransfers werden voorzien. 
Vanaf 1933 gingen de meeste modellen New Rapid heten, en de werkelijke fabrikant was Dunelt. In 1934 veranderde de naam weer in Meijer en in 1935 werd het weer New Rapid. 
De leveranciers waren nu Wolf, Dunelt en AJW. Hoewel Dunelt in dat jaar de productie beëindigde kocht Meijer waarschijnlijk de voorraad op, want hij verkocht nog Dunelt-modellen in 1936. In dat jaar stopte ook Meijer met de levering van motorfietsen.